# Дискография Bush
Дискография «Bush», альтернативной рок-группы из Лондона, включает 5 студийных альбомов, 18 синглов, 2 сборника и 1 концертный альбом. Первые 2 альбома 1990-х годов стали для группы самыми успешными, лучше всего они продавались на североамериканском континенте, что необычно для британских групп. 2 следующих альбома были менее популярны, и в 2002 году группа распалась. В 2010 году группа объединилась и анонсировала выпуск альбома «The Sea of Memories» в 2011 году.

## Альбомы

### Студийные альбомы
| Год  | Детали альбома                                    | Высшие места в чартах | Высшие места в чартах | Высшие места в чартах | Высшие места в чартах | Высшие места в чартах | Высшие места в чартах | Высшие места в чартах | Высшие места в чартах | Высшие места в чартах | Высшие места в чартах | Сертификации              |
| Год  | Детали альбома                                    | UK                    | AUS                   | AUT                   | BEL                   | CAN                   | GER                   | NED                   | NZ                    | SWI                   | US                    | Сертификации              |
| ---- | ------------------------------------------------- | --------------------- | --------------------- | --------------------- | --------------------- | --------------------- | --------------------- | --------------------- | --------------------- | --------------------- | --------------------- | ------------------------- |
| 1994 | Sixteen Stone - Лейбл: Atlantic Records           | 42                    | 5                     | —                     | 14                    | 7                     | 68                    | 20                    | 2                     | —                     | 4                     | - US: 6× Мультиплатиновый |
| 1996 | Razorblade Suitcase - Лейбл: Interscope Records   | 4                     | 12                    | 13                    | 38                    | 1                     | 37                    | 31                    | 10                    | —                     | 1                     | - US: 3× Мультиплатиновый |
| 1999 | The Science of Things - Лейбл: Interscope Records | 28                    | —                     | 18                    | 49                    | 4                     | 19                    | 48                    | 36                    | 99                    | 11                    | - US: Платиновый          |
| 2001 | Golden State - Лейбл: Atlantic Records            | 53                    | 5                     | —                     | 14                    | —                     | 10                    | 20                    | 2                     | 31                    | 22                    |                           |
| 2011 | The Sea of Memories - Лейбл: Zuma Rock Records    | —                     | —                     | —                     | —                     | 49                    | —                     | —                     | —                     | —                     | 18                    |                           |

### Концертные альбомы
| Год  | Детали альбома                       |
| ---- | ------------------------------------ |
| 2005 | Zen X Four - Лейбл: Kirtland Records |

### Сборники
| Год  | Детали альбома                            | Высшие места в чартах | Высшие места в чартах | Высшие места в чартах | Высшие места в чартах | Сертификации |
| Год  | Детали альбома                            | UK                    | CAN                   | NZ                    | US                    | Сертификации |
| ---- | ----------------------------------------- | --------------------- | --------------------- | --------------------- | --------------------- | ------------ |
| 1997 | Deconstructed - Лейбл: Interscope Records | 177                   | 14                    | 27                    | 36                    | - US: Gold   |
| 2005 | The Best of: 1994—1999 - Лейбл: SPV GmbH  | —                     | —                     | —                     | —                     |              |

## Синглы
| Год  | Сингл                      | Высшие места в чартах | Высшие места в чартах | Высшие места в чартах | Высшие места в чартах | Высшие места в чартах | Высшие места в чартах | Высшие места в чартах | Высшие места в чартах | Высшие места в чартах | Высшие места в чартах | Альбом                |
| Год  | Сингл                      | UK                    | AUS                   | CAN                   | CAN Alt.              | GER                   | NED                   | NZ                    | US                    | US Alt.               | US Main.              | Альбом                |
| ---- | -------------------------- | --------------------- | --------------------- | --------------------- | --------------------- | --------------------- | --------------------- | --------------------- | --------------------- | --------------------- | --------------------- | --------------------- |
| 1994 | «Everything Zen»           | 99                    | —                     | —                     | 5                     | —                     | —                     | —                     | —                     | 2                     | —                     | Sixteen Stone         |
| 1995 | «Little Things»            | 184                   | —                     | —                     | 2                     | —                     | —                     | —                     | —                     | 4                     | 6                     | Sixteen Stone         |
| 1995 | «Comedown»                 | —                     | 45                    | —                     | 1                     | —                     | —                     | —                     | 30                    | 1                     | 2                     | Sixteen Stone         |
| 1995 | «Glycerine»                | —                     | 5                     | 38                    | 3                     | —                     | 41                    | 31                    | 28                    | 1                     | 4                     | Sixteen Stone         |
| 1996 | «Machinehead»              | 48                    | —                     | 40                    | 1                     | —                     | —                     | —                     | 43                    | 4                     | 4                     | Sixteen Stone         |
| 1996 | «Swallowed»                | 7                     | 25                    | 5                     | 1                     | —                     | 100                   | —                     | —                     | 1                     | 2                     | Razorblade Suitcase   |
| 1997 | «Greedy Fly»               | 22                    | —                     | 38                    | 6                     | —                     | —                     | —                     | —                     | 3                     | 5                     | Razorblade Suitcase   |
| 1997 | «Bonedriven»               | 49                    | —                     | —                     | —                     | —                     | —                     | —                     | —                     | —                     | —                     | Razorblade Suitcase   |
| 1997 | «Cold Contagious»          | —                     | —                     | 57                    | 4                     | —                     | —                     | —                     | —                     | 23                    | 18                    | Razorblade Suitcase   |
| 1997 | «Mouth (The Stingray Mix)» | —                     | —                     | —                     | 6                     | —                     | —                     | —                     | —                     | 5                     | 28                    | Deconstructed         |
| 1999 | «The Chemicals Between Us» | 46                    | —                     | —                     | 5                     | —                     | —                     | —                     | 67                    | 1                     | 3                     | The Science of Things |
| 2000 | «Warm Machine»             | 45                    | —                     | —                     | —                     | —                     | —                     | —                     | —                     | 38                    | 16                    | The Science of Things |
| 2000 | «Letting the Cables Sleep» | 51                    | —                     | —                     | —                     | —                     | —                     | —                     | 113                   | 4                     | 26                    | The Science of Things |
| 2001 | «The People That We Love»  | 85                    | —                     | —                     | —                     | 92                    | —                     | —                     | 114                   | 11                    | 10                    | Golden State          |
| 2001 | «Headful of Ghosts»        | —                     | —                     | —                     | —                     | —                     | —                     | —                     | —                     | 38                    | 34                    | Golden State          |
| 2002 | «Inflatable»               | 105                   | —                     | —                     | —                     | —                     | —                     | —                     | —                     | —                     | —                     | Golden State          |
| 2010 | «Afterlife»                | —                     | —                     | —                     | —                     | —                     | —                     | —                     | —                     | 22                    | 34                    | Everything Always Now |
| 2012 | «Baby Come Home»           | —                     | —                     | —                     | —                     | —                     | —                     | —                     | —                     | 16                    | 28                    | The Sea Of Memories   |

## Видеография

### Видео
| Год  | Детали альбома                                                         |
| ---- | ---------------------------------------------------------------------- |
| 1997 | Alleys & Motorways - Выход: 18 ноября 1997 - Лейбл: Interscope Records |
| 2005 | Zen X Four - Выход: 15 ноября 2005 - Лейбл: Kirtland Records           |

### Видеоклипы
| Год  | Песня                                  | Режиссёр                  |
| ---- | -------------------------------------- | ------------------------- |
| 1994 | «Everything Zen»                       | Мэтт Махурин              |
| 1995 | «Little Things»                        | Мэтт Махурин              |
| 1995 | «Comedown»                             | Джейк Скотт               |
| 1995 | «Glycerine»                            | Кевин Керслейк            |
| 1996 | «Machinehead»                          | Шон Мортенсен             |
| 1996 | «Swallowed»                            | Джейми Морган             |
| 1997 | «Greedy Fly»                           | Маркус Ниспель            |
| 1997 | «Mouth (The Stingray Mix)»             | Джон Хиллкоут             |
| 1997 | «Bonedriven»                           | Марк Лебон                |
| 1997 | «Cold Contagious»                      | Марк Лебон                |
| 1998 | «Personal Holloway»                    | Джон Хиллкоут             |
| 1998 | «Comedown» (Healy & Amos mashup remix) | Джейсон Смит              |
| 1999 | «The Chemicals Between Us»             | Стефан Седнауи            |
| 2000 | «Warm Machine»                         | Рассел Томас и Стив Джонс |
| 2000 | «Letting the Cables Sleep»             | Джоэл Шумахер             |
| 2001 | «The People That We Love»              | Ульф                      |
| 2002 | «Inflatable»                           | Джузеппе Капотонди        |
| 2012 | «Baby Come Home»                       | Тодд Стефани              |